# Juliusz Bator
Juliusz Bator (ur. 22 stycznia 1977 w Krakowie) – polski historyk węgierskiego pochodzenia zajmujący się problematyką Austro-Węgier, a zwłaszcza frontem wschodnim w I wojnie światowej.
W latach 1997–2002 studiował historię na Uniwersytecie Jagiellońskim w Krakowie, a od 2005 do 2006 roku kulturę węgierską w Balassi Bálint Intézet w Budapeszcie. Jest uczniem historyka wojskowości Austro-Węgier – prof. Mariana Zgórniaka. We wrześniu 2014 został członkiem Galicyjskiego Towarzystwa Historycznego.

## „Wojna Galicyjska”
Juliusz Bator jest autorem książki „Wojna Galicyjska” (wydania: 2005 i 2008), będącej praktycznie pierwszym w literaturze polskiej monograficznym opracowaniem działań na froncie galicyjskim w I wojnie światowej. W pracy tej dokonał rewizji dotychczasowego sposobu przedstawiania armii austro-węgierskiej na froncie wschodnim w czasie wojny, a także przyczyn wybuchu pierwszej wojny światowej. Zwrócił też uwagę na historyczne znaczenie powstrzymania przez wojska austro-węgierskie największej ofensywy rosyjskiej na froncie wschodnim, zwanej „walcem parowym” w listopadzie i grudniu 1914 roku w wielkiej bitwie pomiędzy Częstochową i Karpatami (nazywaną dotąd bitwą pod Limanową). 
Książka Juliusza Batora była przywoływana, cytowana w pracach przez historyków: prof. dr hab. Mariana Zgórniaka, dr hab. Andrzeja Olejkę, prof. dr hab. Andrzeja Chwalbę, prof. dr hab. Michała Baczkowskiego, Ákosa Engelmayera, Krzysztofa i Piotra Ormana, Witolda Stachnika, Marka Lisa, Wacława Polakiewicza, Barbarę i Jarosława Centka, Jacka Rozmusa, Jerzego Pałosza, Sławomira Kułacza, Jerzego Bogacza, Romana Szuszkiewicza, Wiesława Batora i Stefana Kotlarczyka.
Książka była recenzowana przez naukowe czasopisma historyczne, m.in. w:
- Przegląd Historyczno-Wojskowy[27],
- Dzieje Najnowsze[28],
- Studia Historica Slavo-Germanica[29],
- Cracovia Leopolis[30].

Recenzenci podkreślali, że ta praca, mimo pewnych zastrzeżeń i kontrowersyjnych tez autora, była ponadprzeciętna w swym znaczeniu dla badań historii frontu wschodniego w I wojnie światowej i stała się impulsem dla dyskusji w kręgach badaczy tej dziedziny. Praca doczekała się także artykułu-recenzji w „Dzienniku Polskim” z 17 grudnia 2005 roku przez Pawła Stachnika, który pisał: 

Działania wojenne w Galicji w początkach I wojny światowej nie miały szczęścia u historyków. W polskiej literaturze historycznej trzeba było czekać aż 90 lat, żeby powstała praca opisująca szczegółowo kampanię galicyjską (nie licząc oczywiście znanej książeczki prof. Mariana Zgórniaka). Książką taką jest napisana ze swadą „Wojna galicyjska” młodego krakowskiego historyka Juliusza Batora. Zadał on sobie trud prześledzenia wojennych wydarzeń 1914 i 1915 r. rozgrywających się na terenie Galicji z przyległościami, a następnie monograficznego ich opisania.

Fragmenty "wojny galicyjskiej" J.B. zostały również wykorzystane w węgierskim filmie dokumentalnym zrealizowanym na zamówienie Węgierskiego Ministerstwa Obrony Narodowej, pt.:  Halhatatlanok, Limanowa - a magyar gyozelem 1914 ("Nieśmiertelni. Limanowa – węgierskie zwycięstwo 1914), reż. Krisztian Barany, którego premiera odbyła się w Budapeszcie 29 listopada 2016 roku. Juliusz Bator był jednym z dwóch (obok Wiesława Batora) konsultantem historycznym tego filmu ze strony polskiej. 

## Publikacje
- Wojna galicyjska. Działania armii austro-węgierskiej na froncie północnym (galicyjskim) w latach 1914–1915, Kraków 2005 (stron 319), ISBN 83-921494-4-0
- Wojna galicyjska. Działania armii austro-węgierskiej na froncie północnym (galicyjskim) w latach 1914–1915, wyd. II rozszerzone, Kraków 2008 (stron 506), ISBN 978-83-7396-747-2